# 2004 UD10
2004 UD10, também escrito como 2004 UD10, é um objeto transnetuniano que está localizado no Cinturão de Kuiper, uma região do Sistema Solar. Este corpo celeste é classificado como um cubewano. Ele possui uma magnitude absoluta de 6,7 e tem um diâmetro estimado com 101 km.

## Descoberta
2004 UD10 foi descoberto no dia 18 de outubro de 2004 pelo astrônomo Marc W. Buie.

## Órbita
A órbita de 2004 UD10 tem uma excentricidade de 0,037 e possui um semieixo maior de 42,805 UA. O seu periélio leva o mesmo a uma distância de 41,231 UA em relação ao Sol e seu afélio a 44,378 UA.